# Frederick Berkeley
Frederick Augustus Berkeley (ur. 24 maja 1745, zm. 8 sierpnia 1810) – brytyjski arystokrata, najstarszy syn Augustusa Berkeleya, 4. hrabiego Berkeley i Elizabeth Drax, córki Henry’ego Draxa.
W wieku 10 lat stracił ojca. Odziedziczył wówczas tytuł hrabiego Berkeley i po dojściu do pełnoletniości zasiadł w Izbie Lordów. Od 1766 do śmierci był strażnikiem lasu Dean, konstablem St. Briavel's Castle i lordem namiestnikiem Gloucestershire. W 1779 został pułkownikiem British Army.
30 marca 1785 poślubił Mary Cole (ok. 1767 – 30 października 1844), córkę Williama Cole’a. Małżeństwo to nie zostało jednak uznane przez parlament i lord Berkeley musiał powtórzyć ceremonię. Odbyła się ona 16 maja 1796 w Lambeth Church w hrabstwie Surrey. Dzieci urodzone przed powtórzoną ceremonią zostały uznane za dzieci nieślubne i nie miały prawa do tytułu hrabiowskiego.
Frederick i Mary mieli razem siedmiu synów i pięć córek:
- William FitzHardinge Berkeley (26 grudnia 1786 – 10 października 1857), 1. hrabia FitzHardinge
- Maurice Frederick FitzHardinge Berkeley (3 stycznia 1788 – 17 października 1867), 1. baron FitzHardinge
- Augustus FitzHardinge Berkeley (ur. 26 marca 1789), ożenił się z Mary Dashwood-King, miał dzieci
- Mary FitzHardinge Berkeley (ur. 2 kwietnia 1790)
- Henrietta FitzHardinge Berkeley (ur. 13 czerwca 1793)
- Francis Henry FitzHardinge Berkeley (7 grudnia 1794 – 10 marca 1870)
- Thomas Moreton FitzHardinge Berkeley (19 października 1796 – 27 sierpnia 1882), 6. hrabia Berkeley
- George Charles Grantley FitzHardinge Berkeley (10 lutego 1800 – 20 lutego 1881)
- Mary Henrietta Berkeley (4 października 1801 – 19 listopada 1873)
- Caroline FitzHardinge Berkeley (12 kwietnia 1803 – 20 stycznia 1886), żona Jamesa Maxse’a, miała dzieci (była matką m.in. Henry’ego Berkeleya Fitzhardinge’a Maxse’a i Fredericka Augustusa Maxse’a)
- Craven FitzHardinge Berkeley (28 lipca 1805 – 1 lipca 1855)
- Emily Elizabeth Berkeley (przed 1810 – 30 marca 1895), żona pułkownika Sydneya Capela, miała dzieci.